# Indolenter Tumor
Als indolenter Tumor wird ein schmerzfreier Tumor bezeichnet. Das Adjektiv indolent bedeutet schmerzlos oder schmerzunempfindlich.

## Erscheinungsformen
Die meisten gutartigen Tumoren sind schmerzlos, selbst unter den entzündlichen Tumoren gibt es solche, die in der Regel schmerzlos sind, wie etwa die tuberkulösen Lymphome (Lymphknotenschwellungen). Bei der Beschreibung von bösartigen Tumoren wird – sprachlich nicht ganz nachvollziehbar – zum Teil indolent mit „langsam wachsend“ oder „wenig aggressiv“ gleichgesetzt.
Bei der Charakterisierung von malignen Lymphomen wird indolent einheitlich benutzt. Die Gesamtheit der malignen Lymphome zerfällt in zwei Gruppen: die eine ist „niedrig-maligne“ oder „indolent“, die andere ist „hoch-maligne“ oder „aggressiv“.
Bei den übrigen bösartigen Tumoren ist die Unterscheidung in „indolent“ und „nicht-indolent“ fließend und mehrdeutig, wenn „indolent“ nicht überhaupt im eigentlichen Sinn als „schmerzlos“ verwendet wird. Von den verschiedenen Definitionen für indolente Tumoren, sind die folgenden drei häufig:
- Ein Tumor, mit dem der Patient auch ohne Therapie mindestens fünf Jahre überlebt.
- Ein Tumor, dessen gemessene Tumorverdopplungszeit größer als 400 Tage ist.
- Ein Tumor, der den Patienten deshalb nicht gefährdet, weil dieser vorher an einer anderen Todesursache verstirbt.

In den letzten Jahren hat der Begriff indolenter Tumor (in der Bedeutung von „kaum behandlungsbedürftig“) im Zusammenhang mit der Diskussion über Krebsvorsorgeuntersuchungen (Screening) eine größere Bedeutung erlangt.
Kritiker von Vorsorgeuntersuchungen argumentieren, dass bei diesen Untersuchungen ein erhöhter Anteil von indolenten Tumoren, die histologisch aber als bösartig gelten, entdeckt wird. Bei der Therapie solcher indolenter Tumoren bestehe die Gefahr, dass dem Patienten mehr Schaden als Nutzen zugefügt wird („Überdiagnose“ / overtreatment). Beim Lungenkrebs-Screening mittels Computertomographie (CT) zum Beispiel wird der Anteil der indolenten Tumoren an den neu entdeckten Bronchialkarzinomen auf bis zu 25 % und höher geschätzt.
Andere wiederum bestreiten die Existenz einer größeren Anzahl von indolenten Bronchialkarzinomen. Sie halten entgegen, dass viele Patienten nach wenigen Jahren versterben, wenn bei ihnen zufällig ein asymptomatisches Bronchialkarzinom im Anfangsstadium entdeckt worden ist und sie keine Therapie erhalten.
Zurzeit laufen in den USA und anderen Ländern große Studien, die den Sinn und Unsinn von Lungenkrebs-Screenings mittels Computertomographie – auch im Hinblick auf indolente Karzinome (ungefähr in der Bedeutung von: „Karzinom mit geringer klinischer Relevanz/Bedeutung“) – klären sollen (Stand Mai 2008).